# بکی فلاهرتی
بکی فلاهرتی (انگلیسی: Becky Flaherty؛ زادهٔ ۶ مارس ۱۹۹۸) بازیکن فوتبال اهل بریتانیا است.
از باشگاه‌هایی که در آن بازی کرده‌است می‌توان به باشگاه فوتبال لیورپول اشاره کرد.
وی همچنین در تیم‌های ملی فوتبال Scotland women's national under-17 football team, Scotland women's national under-19 football team، و Northern Ireland women's national football team بازی کرده‌است.